# Bartaure
Bartaure (nyare stavning Bartávrre) är en sjö i Arjeplogs kommun i Lappland och ingår i Skellefteälvens huvudavrinningsområde. Sjön har en area på 17,1 kvadratkilometer och ligger 624 meter över havet. Sjön avvattnas av vattendraget Riebnesströmmen.

## Delavrinningsområde
Bartaure ingår i det delavrinningsområde (739245-155785) som SMHI kallar för Utloppet av Bartaure. Medelhöjden är 811 meter över havet och ytan är 92,45 kvadratkilometer. Räknas de 24 avrinningsområdena uppströms in blir den ackumulerade arean 430,6 kvadratkilometer. Riebnesströmmen som avvattnar avrinningsområdet har biflödesordning 2, vilket innebär att vattnet flödar genom totalt 2 vattendrag innan det når havet efter 337 kilometer. Avrinningsområdet består mestadels av skog (28 procent) och kalfjäll (53 procent). Avrinningsområdet har 17,39 kvadratkilometer vattenytor vilket ger det en sjöprocent på 18,8 procent.

## Galleri

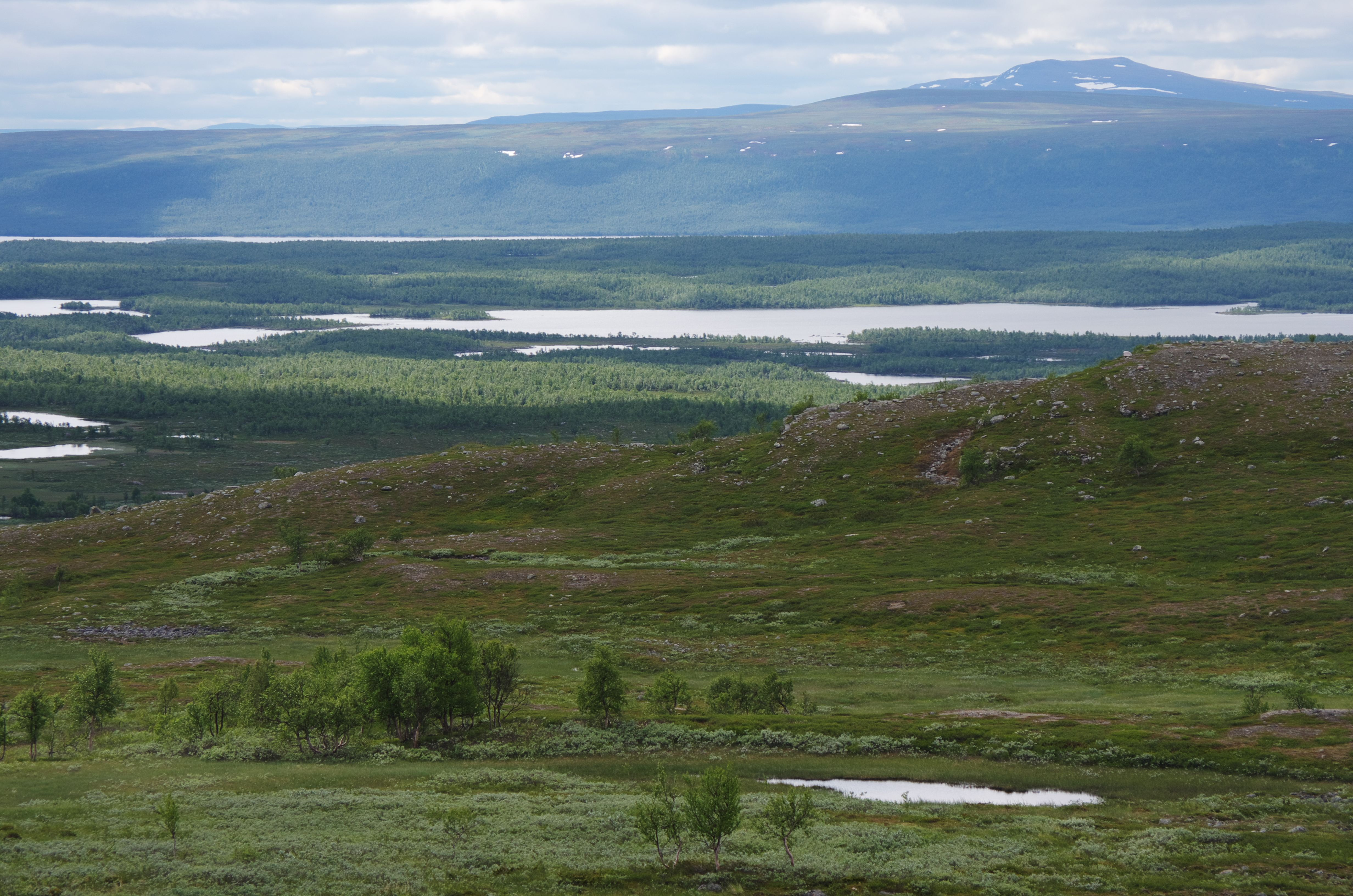
Vandringsleden Kungsleden går förbi 3 kilometer öster om sjön.
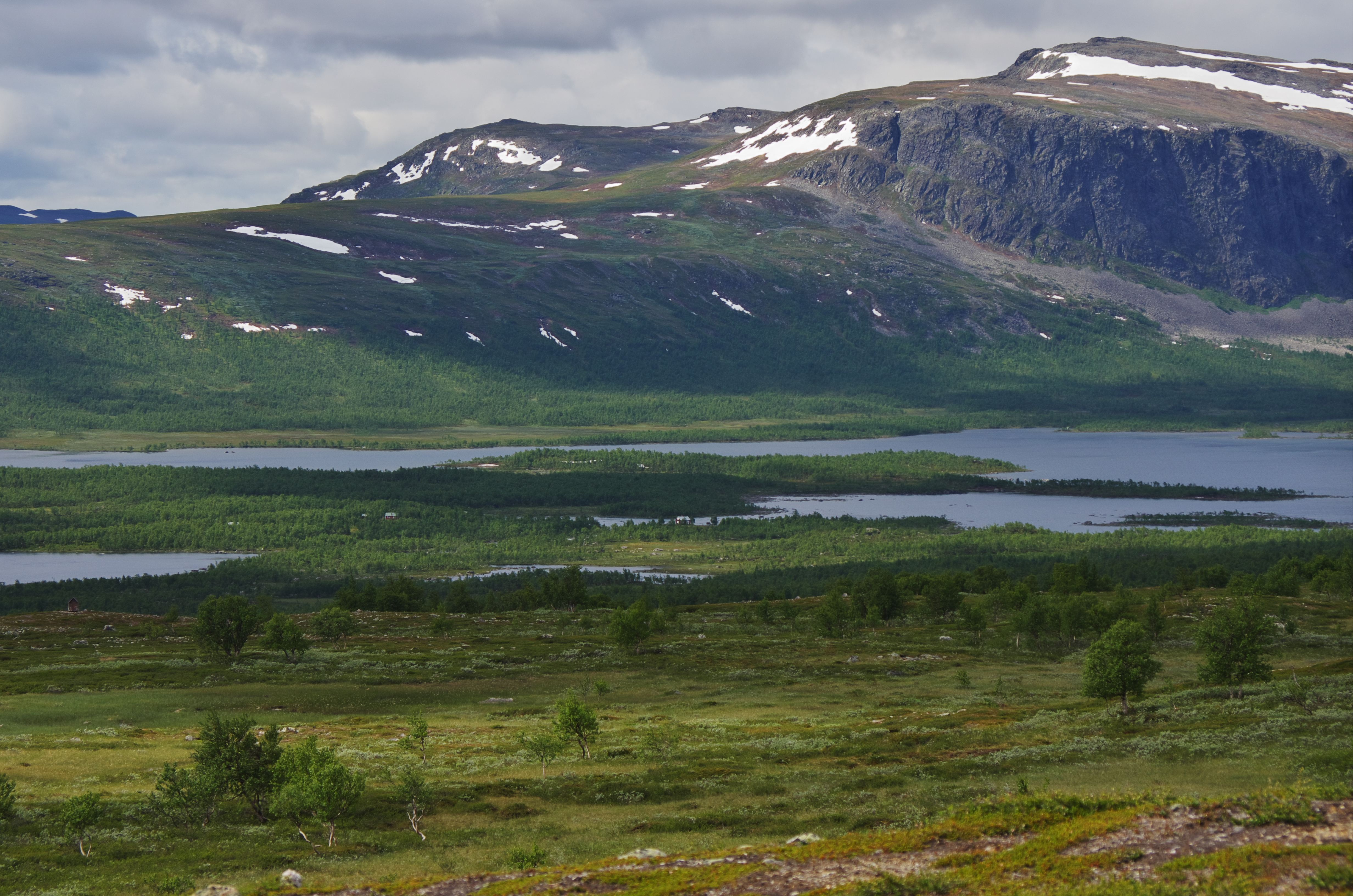
Bilden är tagen från det 1048 meter höga fjället Jåhkågaskatjårro.